# الضجيج: عيب في الحكم البشري
الضجيج: عيب في الحكم البشري (بالإنجليزية: Noise: A Flaw in Human Judgment) كتاب لعالم النفس الأمريكي دانيال كانمان (الحائز على جائزة نوبل في الاقتصاد لعام 2002) بالاشتراك مع أوليفير سيبوني (كاتب ومستشار في عمليات صنع القرار)، وكاس سنشتين (أستاذ بجامعة هارفارد). صدر عن دار ليتل براون سبارك للنشر  في 2021 باللغة الإنجليزية في 464 صفحة. يتحدث الكتاب عن قرارات الإنسان الخاطئة ومدى ارتباط الحالة المزاجية للشخص بحسن تقدير قراراته. الكتاب، يدقق في مكنونات العقل البشري و«ما بعده»، بهدف استكشاف الوسائل التي يوظفها الإنسان عند اتخاذ قراراته.

## ملخص الكتاب
دعنا نتخيل أن طبيبين يفحص كل منهما نفس المريض ويحصل منه على معلومات متطابقة ويعطيان تشخيصات مختلفة للغاية. سبب ذلك، اختلاف توقيتات التشخيص.. الأطباء قاموا بتشخيصهم في الصباح أو بعد الظهر، أو في بداية الأسبوع أو نهايته؟!
هذا هو «الضجيج» سبب اختلاف الأحكام البشرية، الذي تناوله دانيال كانيمان.
اختلاف الأحكام باختلاف المزاج
كتب المؤلفون: "لقد لاحظنا جميعاً أن أحكامنا يمكن أن تعتمد على ما نشعر به، ونحن بالتأكيد ندرك أن أحكام الآخرين تختلف باختلاف مزاجهم أيضاً. قد يفرض القاضي حكماً قاسياً على المتهم الجنائي جزئياً لأن الطقس بائس في الخارج. وقد يقرر الطبيب إرسال مريضة إلى المنزل بدلاً من طلب مجموعة من الاختبارات، ويرجع ذلك جزئياً إلى أن الوقت متأخر بعد الظهر والطبيب متعب قليلاً. وقد تقرر مديرة تنفيذية في الشركة المضي قدماً في مشروع محفوف بالمخاطر، ويرجع ذلك جزئياً إلى أنها قضت عطلة نهاية أسبوع رائعة مع عائلتها. ولقياس تأثير المزاج على إصدار الأحكام والقرارات، يتم وضع مجموعة من الأشخاص تحت الاختبار والتحكم في مزاجهم سواء بالسعادة أو الحزن مؤقتاً، وقياس التباين في أحكامهم وقراراتهم بعد إحداث هذه الحالة المزاجية. أظهرت الدراسات أنه يمكن أن يكون للمزاج الجيد أو السيئ تأثير كبير على أحكام الناس. حيث نشر عالم النفس الأسترالي جوزيف فورغاس حوالي 100 ورقة علمية حول موضوع المزاج. وتؤكد بعض أبحاث الدكتور فورغاس ما تعتقده بالفعل: الأشخاص الذين يتمتعون بمزاج جيد أكثر قبولاً للناس، فهم أكثر كرماً ومساعدة، وأحكامهم أكثر تفاؤلاً.
الحماقات الإدارية
أحد المؤلفين، وهو «كاس سنشتاين»، كان قد أشار في كتاب سابق له، بعنوان «الدفعة»، إلى أن التحفيز الرقيق، وليس الأوامر، هو الذي يدفع الإنسان إلى السلوك الحسن. وكشف سيبوني عن «الحماقات الإدارية» في كتابه: «إنك مقدم على قرار جد خاطئ». أما دانيال كانيمان، فهو قائد هذه الفرقة الثلاثية المشرفة على الكتاب الجديد، وكان قد أصدر كتاباً بعنوان «التفكير.. بسرعة وببطء» الذي كشف فيه عن التفاعلات المعقدة بين «عقلي الإنسان»: العقلاني (أو الرشيد) والحدسي. ودارت فحوى تلك الكتب حول محور أساسي: إن الإنسان لا يدري في الواقع ما الذي يفعله، إلا أنه ينفذ الأمور كأنه يعرف ذلك. ويبدو ذلك كأنه لا يكتسب أحياناً أي أهمية لأن أوهامنا يمكن أن تشكل قوة إيجابية فعلاً، بل حتى مبدعة… لكن تلك الأفعال قد تحمل في أحيان أخرى أهمية كبرى.
إن الإنسان قد يتخذ قراراته نتيجة عوامل غير عقلانية، وأخرى لا تمت بصلة إلى القرار. وقد رصدت حالات في السبعينيات من القرن الماضي لتفاوت أحكام القضاة الأميركيين على جرائم متشابهة. وقد ساد اعتقاد آنذاك بأن ذلك راجع إلى التحيز إما بسبب التمييز العنصري أو بسبب ازدراء الحاكم للمتهم… إلا أن الكتّاب يعتقدون أن الأخطاء تحدث بسبب أحداث وتأثيرات عشوائية يطلقون عليها مصطلح “الضجيج".
يشير الكتاب إلى وجود كثير من “الضجيج” في حياتنا المعاصرة، بحيث ربما يكون من الصعوبة ممارسة الحياة! فهذا الضجيج هو الذي يقود الأطباء إلى وضع تشخيصات مختلفة لأعراض الحالة المرضية نفسها، كما أنه يدفع خبراء التوقعات لوضع توقعات متباينة. وفي الإدارة، يدفع الضجيج المديرين إلى قبول أو رفض الموظفين الجدد، وإلى سوء تقييم عمل الآخرين… بل حتى إلى وقوع أخطاء لدى محللي بصمات الأصابع. فهناك، حيث يجب اتخاذ القرار… يوجد الضجيج.
مشكلة الحدس
يقدم الكتاب فكرة أساسية يمكنك تطبيقها على اتخاذك للقرار: قاوم، «الحدس السابق لأوانه» – الشعور بأنك «تعرف» شيئًا حتى لو لم تكن متأكدًا من سبب معرفتك. في بعض الحالات، يكون الحدس مفيدًا جدًا في اتخاذ قرارات فورية. في المواقف الأخرى الأقل حرجًا، يقول كانيمان إن الأحكام المستندة إلى المشاعر البديهية تحتاج إلى الانضباط والتأخير، وينصح بالعمل على الحدس فقط بعد أن تقوم بفحص متوازن ودقيق للأدلة. اجمع قدر الإمكان تلك الأدلة من مصادر متنوعة، ومن الأشخاص الذين أصدروا حكمهم المستقل على الأدلة.
قال كانيمان إنه بدون هذا، يمكن تضخيم الضوضاء بسهولة.
الإنتقال إلى الذكاء الاصطناعي
أحد ردود الفعل على انتشار الضوضاء في الأحكام هو اللجوء إلى الآلات، وترك أجهزة الكمبيوتر تقرر. لم يكن كانيمان متحمسًا بعد. وهو يعتقد أن الذكاء الاصطناعي سينتج عنه مشكلات كبرى للبشرية في العقود القليلة القادمة، وهو ليس جاهزًا للعديد من المجالات التي تتطلب الحكم على المدى الطويل، فإنه يرى عالماً قد «لا نحتاج فيه إلى أشخاص» لاتخاذ العديد من القرارات. بمجرد أن يصبح من الممكن هيكلة المشكلات بطرق منتظمة وتجميع بيانات كافية حول هذه المشكلات، يمكن أن يصبح القضاة البشريون غير ضروريين. حتى ذلك الحين، هناك الكثير مما يجب فعله للحد من الخطأ البشري من خلال تحسين الحكم البشري، بدلاً من القضاء عليه عن طريق الاستعانة بمصادر خارجية للقرارات للآلات، ستساعد معرفة الضوضاء (والتحيز) في تحقيق هذا الهدف.
مقترحات
ولإقصاء هذا الضجيج، يقترح الكتاب على المدرسين والأطباء والحكام وضع قائمة بالجوانب المتعلقة بأحكامهم قبل اتخاذ القرار… كما يقترح على الشركات «وضع استراتيجيات لخلق جو صحي نظيف لاتخاذ القرارات، ووضع أطر بنيوية صارمة لمقابلات التوظيف».
وبينما يشعر مؤلفو الكتاب أن هذه المقترحات تبدو ميكانيكية، وحتى غير إنسانية، فإنهم يؤكدون أنه سيكون أمراً غير إنساني عدم استخدام قائمة بالجوانب المتعلقة باتخاذ القرار للحكام والأطباء خصوصاً، إذ إن أي قرار قضائي أو طبي خاطئ سيؤدي إلى نتائج مأساوية.

## حوار كانمان وسيبوني مع  مجلة نيوساينتست حول الكتاب
(كان من المفترض أن يشارك سنستاين في الحوار، إلا أن رئيس الولايات المتحدة جو بايدن استدعاه لأمر ما في اللحظة الأخيرة)
غراهام لوتون: نحن على علم بفكرة أن اتخاذ البشر للقرارات تفسده التحيزات المعرفية. غير أن كتابك فهو عن نوع مختلف من الأخطاء، وهو الضجيج. هل يمكنك توضيح الفرق؟
دانيال كانيمان: الضجيج هو مقدار التناقض بين الأشخاص الذين يدلون باحكامهم المهنية. يمكنك النظر لذلك على أنه مؤسسة، كنظام طبي أو نظام قضائي مثلًا، حيث يكون فيه أشخاص يمارسون مهام تتعلق بأحكام ما. والضجيج هو التعارض بين أحكام كل منهم فيما يتعلق بالمهمة نفسها. وجود الضجيج هو أمر واضح للجميع؛ فمهام الأحكام تعرّف على أنها المهام التي يمكن لعدد معقول من الناس الاعتراض عليها، وإلا لما كان اسمه حكمًا. ولكنه يتضح أن الضجيج أكثر بكثير مما يتوقعه الناس.
أوليفر سيبوني: أحد شعارات الكتاب هو أنه حيثما يوجد الحكم يوجد الضجيج. وهناك الكثير منه، أكثر مما تتصور.
غراهام لوتون: ذكرت العديد من المجالات التي تكون فيها الأحكام المليئة بالضجيج مشكلة، بدءًا من العدالة الجنائية، للتشخيص الطبي، للتوظيف والإقالة. ولكن هذه مجرد قمة جبل الجليد. هل يمكن أن تعطي بعض الأمثلة المحددة؟
  دانيال كانمان: قبل عدة سنوات، كنت مستشارًا في شركة تأمين، واقترحتُ إجراء دراسة حول الضجيج في الحكم على المتضامنين مع الشركة. فأعدوا حالات،  طبيعية جدًا من وجهة نظرهم، وعرضوها على ما يقرب من 50 ضامنًا. وعرض على كل منهم واحدة أو أكثر من هذه الحالات، وأبدوا حكمهم فيها.
سألت بعض المدراء التنفيذيين حول النتيجة التي يتوقعونها. لنفترض أنك ستأخذ ضامنَيْن اثنين عشوائيا، وتحسب الفرق بين حُكمَيْهِما كنسبة مئوية. فما النسبة التي تتوقع وجودها في المعدل؟
كانت الإجابة 10%، والتي بدا أنها إجابة عامة جدًا. استقصى أوليفير مئات الأشخاص، وكان الإجابة الأكثر شيوعًا هي 10%. ولكنا وجدنا أن النسبة الحقيقة للاختلاف بين نتائج الضامنين هي 55%. وهذا فرق كبير. بل إنه كبير جدًا لدرجة أنه يدفعنا إلى التشكيك في حاجتنا إلى أشخاص لإصدار الحكم. وهذا أمر لم يكن معلومًا لدى الشركة. وحقيقة أنهم يعانون مشكلة الضجيج كانت معلومة جديدة لهم. وهذه كانت البداية.
أوليفر سيبوني: أحد الأمثلة الملفتة هي السلطة القضائية للولايات المتحدة. فقبل سنوات، أجريت دراسة على قرارات الاحكام لـ208 قضاة فيدراليين. ومرة أخرى، كان الفرق يقارب الـ50% في المعدل. مما يعني أنك إذا اخترت قاضيَيٍن عشوائيًا، وأعطيتهما حالة حكم عليها بسبع سنوات سجن في المعدل، فإن الفرق بينهما سيكون مقاربًا لثلاث سنوات ونصف وهذا أمر مربك. فهذا يعني أن حقيقة إيكال قضيتك عشوائيا لقاضٍ  بدلًا من آخر  يعني الفرق بين خمس سنوات في السجن أو تسع سنوات في السجن.
غراهام لوتون: هذا أمر خطير. لماذا لم نُول الكثير من الاهتمام للضجيج حتى هذا الحين؟
دانيال كانمان: يصعب التفكير بالضجيج؛ فالعقل البشري يبدو أنه متخصص بالتفكير بالحالات بحد ذاتها، وكذلك بالتفكير سببيا يبدو أنه يجد صعوبات واضحة في التفكير إحصائيا في مجموعة من الحالات. والمثير للدهشة أنك عندما تفكر بحالة واحدة، يمكنك العثور على التحيز، ولكنك لن تستطيع العثور الضجيج. إذ لا يتضح الضجيج في الحالات الفردية. وهذا سبب مهم لإهمالنا للضجيج. «الكثير من الأحكام المهنية لا علاقة لها بالواقع»، هناك أمر آخر يدعى بالواقعية الساذجة عندما ننظر إلى العالم ونطلق الأحكام عليه، نشعر بأننا نفهمه فهمًا صحيحًا. نرى العالم كما هو. وإن جلست بجانبي ونظرت إلى العالم نفسه، وكنت أنا أحترم حكمك، ومن ثم فأنا أتوقع أن ترى العالم تمامًا كما أراه. ولكنك على الأغلب لا تراه كذلك.
أوليفر سيبوني: وهناك سبب ثالث، عليك أن تسأل: لماذا لا تدرك المؤسسات هذه المشكلة؟ لماذا لا تدركها شركة التأمين؟ لماذا لا يدرك النظام القضائي وجود هذا الكم من التباين؟ لماذا لا تدرك المستشفيات حقيقة أن الأطباء، غالبًا، ما يشخصون حالة للمريض نفسه تشخيصات متباينة؟ قد تظن أن السبب هو أن ذلك بسبب اهتماماتهم الشخصية.

## استقبال الكتاب
أشاد النقاد بالكتاب، مع مدح المفهوم وأهميته وعمق التحليل الذي تم التعامل معه. ومع ذلك، كانت الانتقادات الشائعة للكتاب موجهة نحو قابلية الفهم وعدم اتساق الأسلوب والطول. في الصحافة الأمريكية: استعرضت صحيفة واشنطن بوست الكتاب باعتباره: "مدروسًا جيدًا ومقنعًا وعمليًا" وانتقدت فقط عدم الاتساق في الأسلوب: "بعض الجمل والأقسام تقرأ مثل كتاب علم النفس أو الإحصاء، والبعض الآخر مثل مقالة كتاب علمي، ومجلة هارفارد بيزنس ريفيو: "لم يجدوا أي انتقادات". وصفت صحيفة "فاينانشيال تايمز" الكتاب بأنه: "درس متواضع في عدم الدقة" وقارنته بعمل كانيمان السابق "التفكير السريع والبطيء"، وأشاروا أيضًا إلى أن "الضجيج: عيب في الحكم البشري" قد يكون أكثر صعوبة للقراء من "التفكير السريع والبطيء" لأن الأول يتعلق بمشكلة أضيق وبالتالي يواجه صعوبة في الوصول إلى نفس المستوى من الترفيه. أدرجت مجلة وول ستريت جورنال الكتاب في مقال بعنوان "أفضل تسعة كتب في الربيع".
في الصحافة البريطانية ، اعتبرت التايمز الكتاب: «نهجًا صارمًا لموضوع مهم» وكتبت أن «أي شخص وجد الأدبيات حول التحيزات المعرفية مهمة سيجد هذه إضافة قيمة لمعرفته». ومع ذلك، فقد تضمنت أيضًا انتقادات بشأن الاتساق، وإمكانية الوصول، والطول. جادلت صحيفة صنداي تايمز، وهي صحيفة شقيقة لصحيفة التايمز، بأن الكتاب «دراسة رائعة» و «كتاب ضخم ومثير للإعجاب» ولكنها كتبت أيضًا أن الكتاب «يصعب قراءته إذا لم تكن خبيرًا في الإحصاء». عزت الإيكونوميست إلى النغمة الإيجابية للكتاب لكنها انتقدت أنه «على الرغم من عنوان الكتاب، كافح المؤلفون لاستخراج الإشارة من الضجيج» وكتبت أن «الحجة الأكثر إحكامًا كانت ستعزز الأفكار التي يقدمونها». كتبت الجارديان أن الكتاب «فظ، نصف مخبوز» وقالت إنه «كان من الممكن أن يكون نصف طوله وكان من الممكن أن يكون كتابًا أفضل بكثير». أشادت مجلتا صناعة الكتاب ببليشرز ويكلي وكيركوس ريجز بتحليل الكتاب العملي للضوضاء والتحيز، لكنهم وجدوا اللغة معقدة ومكثفة إلى حد ما.
كتبت زاريا غوفيت من بي بي سي: «مادامت الضوضاء تؤثر على قدرة جميع الناس على التركيز، حتى لو كنا نعتقد العكس، فإن المساحات المفتوحة في الشركات الحديثة تؤثر سلبا على أداء الموظفين، مهما اختلفت ميولهم. يقول كورتني فون هيبل، عالم نفس بجامعة كوينزلاند، إن الموظفين لا تفصل بينهم أبواب ولا جدران في بيئات العمل الحديثة، وقد كثرت المشتتات التي تقطع حبل أفكارهم. ويجب أن ندرك أن أداء الموظفين يتفاوت كثيرا في بيئات العمل المفتوحة الصاخبة. ولهذا ينبغي على الشركات أن تخصص مساحات هادئة للأشخاص الذين يؤدون مهاما تتطلب التركيز. والخلاصة، أن المؤسسات التي تهتم بالتصميمات أكثر من اهتمامها بتهيئة بيئة هادئة خالية من المؤثرات الصوتية، من المرجح أن يتراجع أداؤها».
كتب الدكتور أسامة نعمان على موقع صحيفة الشرق الأوسط في 03 يونيو 2021: "إن الإنسان قد يتخذ قراراته نتيجة عوامل غير عقلانية، وأخرى لا تمت بصلة إلى القرار. وقد رصدت حالات في السبعينيات من القرن الماضي لتفاوت أحكام القضاة الأميركيين على جرائم متشابهة. وقد ساد اعتقاد آنذاك بأن ذلك راجع إلى التحيز إما بسبب التمييز العنصري أو بسبب ازدراء الحاكم للمتهم... إلا أن الكتّاب يعتقدون أن الأخطاء تحدث بسبب أحداث وتأثيرات عشوائية يطلقون عليها مصطلح "الضجيج".
كتبت الدكتورة باسمة يونس في مجلة كل الأسرة في 19 يونيو 2021: «أن المزاج يتدخل في الأحكام ويغير القرارات كما يقول ثلاثة من علماء النفس المعروفين في كتابهم» الضجيج: عيب في الحكم البشري«بينهم أستاذ علم النفس دانيل كانيمان»، وتتابع الدكتورة قائلةً: «وفي دراسة قام بها عالم السلوك» جوردون بينيكوك«حول تأثير المزاج في السذاجة يؤكد أن التقلبات المزاجية اللحظية تؤثر تأثيراً كبيراً في جودة الأحكام ويصعب السيطرة عليها، كما يحدث مع الذين يشيدون بمقولات فارغة من المعنى باعتبارها عميقة ومثيرة للإعجاب لأنهم يكونون في حالة مزاجية جيدة، فتؤثر بهم ردود أفعال الذين أعجبوا بها ويوافقون معهم على أنها مقولات رائعة رغم أنها عكس ذلك تماماً».

## وصلات خارجية
https://stringfixer.com/ar/Daniel_Kahneman الضجيج: عيب في الحكم البشري
https://fikrmag.com/cul_news.php?news_id=2580 الضجيج: عيب في الحكم البشري
https://www.goodreads.com/book/show/55339408-noise الضجيج: عيب في الحكم البشري
https://onlinelibrary.wiley.com/doi/epdf/10.1111/jols.12345 الضجيج: عيب في الحكم البشري